# Brienomyrus longianalis
Brienomyrus longianalis е вид лъчеперка от семейство Mormyridae. Видът не е застрашен от изчезване.

## Разпространение
Разпространен е в Гвинея, Камерун, Нигерия и Сиера Леоне.

## Описание
На дължина достигат до 16 cm.